# Охотник (роман Хаггинса)
«Охотник» (англ. Hunter) — научно-фантастический триллер Джеймса Байрона Хаггинса, рассказывающий об охотнике Натаниэле Хантере. Роман был специально написан Хаггинсом под актёра Сильвестра Сталлоне, который приобрёл права на экранизацию в 1999 году. Впервые роман был опубликован в том же году, а в 2018 году состоялось его переиздание.

## Сюжет
Натаниэль Хантер может выследить кого угодно и что угодно на Земле. Теперь военные отчаянно нуждаются в нём для миссии, от которой его сверхчувствительные инстинкты советуют отказаться. Неведомый зверь освободился где-то к северу от Полярного круга. Он уже уничтожил секретный исследовательский центр и отряд элитных военных охранников. Теперь зверь направляется на юг к цивилизации, готовясь нести кровавое опустошение. Хантер не может отказаться от работы, но вскоре обнаруживает, что преследует не просто зверя, а воплощённый ужас, монстра-мутанта, полу-человеческую мерзость, созданную ренегатами путём запрещённых генетических экспериментов. В монстре сочетаются хитрость человека, дикость хищника и доисторическая сила, которая вышла за пределы веков. И даже если Натаниэль переживёт неумолимый голод монстра по человеческой крови, ему всё равно придётся столкнуться с суровой реальностью того, что чудовище, возможно, стало бессмертно.

## Возможный фильм
Первоначально Сильвестр Сталлоне, владеющий правами на экранизацию романа, хотел взять сюжет «Охотника» за основу фильма «Рэмбо: Последняя кровь», но так и не осуществил задуманное. 12 ноября 2009 года стало известно, что Сталлоне хочет использовать данный сюжет для другого проекта.